# José Antonio Rodríguez Vega
José Antonio Rodríguez Vega, apodado el Mataviejas (Santander, 3 de diciembre de 1957-Topas, 24 de octubre de 2002), fue un asesino en serie español que acabó con la vida de al menos 16 mujeres de edades comprendidas entre los 60 y los 93 años en Santander, entre agosto de 1987 y abril de 1988.

## Biografía
Rodríguez Vega nació en Santander (Cantabria, España). Vega comenzó su carrera criminal agrediendo sexualmente a mujeres hasta el 17 de octubre de 1978, cuando fue arrestado y condenado a 27 años de prisión. Sin embargo, gracias a su encanto, consiguió que todas sus víctimas menos una le perdonaran, lo que en el Código Penal Español anterior al de 1995 eximía de la responsabilidad penal en ciertos delitos. Esto, unido a su buen comportamiento en prisión, hizo que solo pasara 8 años en la cárcel. Puesto en libertad en 1986, fue abandonado por su mujer. Vega volvió a casarse, esta vez con una mujer epiléptica. Era considerado como una persona muy educada, trabajador y un buen marido por todos sus conocidos y vecinos.
A finales del año 1987, periodistas de El Diario Montañés iniciaron una investigación periodística sobre una serie de muertes de mujeres que se habían producido en extrañas circunstancias en Santander, pero que no habían levantado sospechas. Tras sus indagaciones, finalmente publicaron la existencia de un asesino en serie en la capital cántabra, hecho que no era compartido por los representantes del Gobierno de la región. El 19 de mayo de 1988, José Antonio Rodríguez fue arrestado mientras paseaba por la calle de Cobo de la Torre como autor de los 16 asesinatos. Tras su detención, confesó sus crímenes.

## Crímenes
El 6 de agosto de 1987, Vega entró en la casa de Margarita González (82 años), a la que asfixió, llegando incluso a hacer que la mujer se tragara su dentadura postiza. Unas semanas más tarde, el 30 de septiembre de 1987, Carmen González Fernández (80 años) fue encontrada muerta en su domicilio. Vega fue acusado de su asesinato. En octubre de ese mismo año, Vega asesinó a Natividad Robledo Espinosa (66 años).
Vega no volvió a matar hasta enero de 1988, cuando Carmen Martínez González fue encontrada muerta en su casa. En abril de 1988, asesinó a Julia Paz Fernández (66 años). Fue encontrada desnuda.
La identidad del resto de las víctimas no llegó a ser revelada.

### Juicio y sentencia
Su juicio comenzó en 1991 en Santander. En el momento de su arresto, confesó los crímenes, pero, a la hora de declarar ante el juez, afirmó que las mujeres habían muerto por causas naturales y que él las dejaba simplemente inconscientes.
Rodríguez Vega fue diagnosticado como psicópata. Sus asesinatos eran premeditados y bien organizados, ya que identificaba a su víctima y la observaba hasta que se familiarizaba con cada aspecto de su rutina. Cuando sabía cuáles eran sus necesidades, se hacía pasar por reparador de televisores o albañil, y se ofrecía a acompañarlas, visitarlas, arreglarles cualquier desperfecto, todo ello con el fin de ganarse su confianza y poder entrar libremente en sus casas. Ha sido descrito como un asesino en serie que tomaba trofeos de cada uno de sus crímenes. Cuando fue arrestado, la policía encontró en su casa una habitación roja en la que guardaba los trofeos que arrebataba a sus víctimas, que iban desde pequeños televisores a rosarios o flores de plástico. El alcance de sus crímenes no se esclareció hasta que la policía mostró una grabación de esta habitación a los familiares de mujeres ancianas muertas por asfixia. Las familias de las víctimas identificaron objetos que vinculaban a Vega con sus familiares.
José Antonio Rodríguez Vega fue sentenciado a una pena de 432 años de prisión (una pena conmutativa en América de 1672 años de prisión).

## Muerte
Condenado a un total de 440 años por los 16 asesinatos, Vega pasó por más de diez prisiones y se encontraba cumpliendo condena en la cárcel de Topas, en Salamanca. El 24 de octubre de 2002 fue apuñalado por dos reclusos del centro, al parecer por incumplir dos "leyes" de los presos, ser un violador y trabajar de chivato para los funcionarios de prisiones. Fue enterrado en una fosa común al día siguiente; solo acudieron al entierro los dos enterradores.
Tenía 44 años, había cumplido catorce años de condena y le quedaban ocho para salir de la cárcel.